# Futsal-világbajnokság
A FIFA 24 válogatott csapat részvételével rendez négy évente futsal-világbajnokságot. Az első tornát 1989-ben rendezték. Eddig tízszer rendeztek ilyen eseményt és ebből hatszor Brazília nyert.

## Eredmények
| Év             | Házigazda     | Döntő         | Döntő                      | Döntő         | Bronzmérkőzés | Bronzmérkőzés              | Bronzmérkőzés |
| Év             | Házigazda     | Aranyérmes    | Eredmény                   | Ezüstérmes    | Bronzérmes    | Eredmény                   | 4. helyezett  |
| -------------- | ------------- | ------------- | -------------------------- | ------------- | ------------- | -------------------------- | ------------- |
| 1989 Részletek | Hollandia     | Brazília      | 2 – 1                      | Hollandia     | USA           | 3 – 2 (h.u.)               | Belgium       |
| 1992 Részletek | Hongkong      | Brazília      | 4 – 1                      | USA           | Spanyolország | 9 – 6                      | Irán          |
| 1996 Részletek | Spanyolország | Brazília      | 6 – 4                      | Spanyolország | Oroszország   | 3 – 2                      | Ukrajna       |
| 2000 Részletek | Guatemala     | Spanyolország | 4 – 3                      | Brazília      | Portugália    | 4 – 2                      | Oroszország   |
| 2004 Részletek | Tajvan        | Spanyolország | 2 – 1                      | Olaszország   | Brazília      | 7 – 4                      | Argentína     |
| 2008 Részletek | Brazília      | Brazília      | 2 – 2 (h.u.) (4 – 3, b.u.) | Spanyolország | Olaszország   | 2 – 1                      | Oroszország   |
| 2012 Részletek | Thaiföld      | Brazília      | 3 – 2 (h.u.)               | Spanyolország | Olaszország   | 3 – 0                      | Kolumbia      |
| 2016 Részletek | Kolumbia      | Argentína     | 5 – 4                      | Oroszország   | Irán          | 2 – 2 (h.u.) (4 – 3, b.u.) | Portugália    |
| 2021 Részletek | Litvánia      | Portugália    | 2 – 1                      | Argentína     | Brazília      | 4 – 2                      | Kazahsztán    |
| 2024 Részletek | Üzbegisztán   | Brazília      | 2 – 1                      | Argentína     | Ukrajna       | 7 – 1                      | Franciaország |

## Éremtáblázat
| Helyezés | Ország           | Arany                                  | Ezüst                | Bronz          | 4. hely        |
| -------- | ---------------- | -------------------------------------- | -------------------- | -------------- | -------------- |
| 1.       | Brazília         | 6 (1989, 1992, 1996, 2008, 2012, 2024) | 1 (2000)             | 3 (2004, 2021) |                |
| 2.       | Spanyolország    | 2 (2000, 2004)                         | 3 (1996, 2008, 2012) | 1 (1992)       |                |
| 3.       | Portugália       | 1 (2021)                               | 1 (2000)             | 1 (2016)       |                |
| 4.       | Argentína        | 1 (2016)                               | 2 (2021, 2024)       |                | 1 (2004)       |
| 5.       | Olaszország      |                                        | 1 (2004)             | 2 (2008, 2012) |                |
| 6.       | Oroszország      |                                        | 1 (2016)             | 1 (1996)       | 2 (2000, 2008) |
| 7.       | Egyesült Államok |                                        | 1 (1992)             | 1 (1989)       |                |
| 8.       | Hollandia        |                                        | 1 (1989)             |                |                |
| 9.       | Ukrajna          |                                        |                      | 1 (2024)       | 1 (1996)       |
| 9.       | Irán             |                                        |                      | 1 (2016)       | 1 (1992)       |
| 10.      | Belgium          |                                        |                      |                | 1 (1989)       |
| 10.      | Kolumbia         |                                        |                      |                | 1 (2012)       |
| 10.      | Kazahsztán       |                                        |                      |                | 1 (2021)       |
| 10.      | Franciaország    |                                        |                      |                | 1 (2024)       |

## Külső hivatkozások
- Az eddigi Futsal-világbajnokságok Archiválva 2008. október 25-i dátummal a Wayback Machine-ben